# Claire Etcherelli
Claire Etcherelli (* 11. Januar 1931 in Bordeaux; † 5. März 2023) war eine französische Schriftstellerin.

## Leben und Werk
Claire Etcherelli stammte aus einer Arbeiterfamilie. Sie wurde früh Halbwaise, da ihr Vater wegen illegaler Tätigkeit von deutschen Besatzern umgebracht wurde und wuchs beim Großvater auf. Etcherelli heiratete jung, gebar zwei Kinder und trennte sich von ihrem Mann. Sie ging mit einem Stipendium nach Paris, gab aber das Studium auf und arbeitete in verschiedenen Fabriken, u. a. bei Citroën.
Sie verarbeitete ihre bitteren Erfahrungen in dem Roman Elise oder Das wahre Leben, der 1967 den Prix Femina erhielt und 1970 von Michel Drach verfilmt wurde. Er beinhaltete die Liebesgeschichte zwischen einer Französin und einem Algerier. Simone de Beauvoir lobte das Buch und verschaffte der Autorin 1973 eine Stelle als Redaktionssekretärin der Zeitschrift Les Temps Modernes. Claire Etcherelli veröffentlichte noch 5 Romane und ein Theaterstück, doch konnte sie nicht an den Erfolg des ersten Buches anschließen. Sie starb 2023 im Alter von 92 Jahren.

## Werke (Auswahl)

### Romane
- Élise ou La Vraie Vie. Denoël, Paris 1967. (Prix Fémina)
  - (deutsch) Elise oder Das wahre Leben. Claassen, Hamburg 1968. (übersetzt von Erika Wolber)
- A propos de Clémence. Gallimard, Paris 1971.
  - (deutsch) Clémence. Verlag Volk und Welt, Berlin 1973. (übersetzt von Waltraud Klare)
- Un arbre voyageur. Gallimard, Paris 1978, 1983.
- Un temps déraisonnable. Éditions du Félin, Paris 2003.
- Un mal de chien. Robert Laffont, Paris 2007.
- Prenez grand soin de m’oublier. Le Bord de l’eau, Lormont 2021.

### Theater
- Germinal de l’an III. Arles 1989.